# نیکول رولزر
نیکول رولزر (انگلیسی: Nicole Rolser؛ زادهٔ ۷ فوریهٔ ۱۹۹۲) بازیکن فوتبال اهل آلمان است.
از باشگاه‌هایی که در آن بازی کرده‌است می‌توان به باشگاه فوتبال زنان بایرن مونیخ، باشگاه فوتبال لیورپول، و باشگاه فوتبال زنان لیورپول اشاره کرد.
وی همچنین در تیم‌های ملی فوتبال Germany women's national under-15 football team, Germany women's national under-16 football team, Germany women's national under-17 football team, Germany women's national under-19 football team, Germany women's national under-20 football team، و زنان آلمان بازی کرده‌است.